# Gaetano Gasbarri
Gaetano Gasbarri (1775 - 1829) fou un llibretista d'òpera italià.
Va escriure molts llibrets per diversos compositors, però és sobretot conegut per haver escrit el de la segona òpera de Rossini L'equivoco stravagante.